# Giovanni Minoli
Giovanni Minoli (Torino, 26 maggio 1945) è un giornalista, autore televisivo, conduttore televisivo, radiofonico, dirigente d'azienda e saggista italiano.

## Biografia
Figlio del professor Eugenio Minoli, esperto di arbitrato internazionale, nonché nipote di Edgardo Cesare Minoli, arbitro e benemerito del calcio. Ha sei fratelli e una sorella. È cugino di Giovanna Melandri e della sorella Francesca; dopo gli studi liceali presso l'Istituto sociale di Torino, si laurea in giurisprudenza all'Università degli Studi di Modena.

Giovanni Minoli conduce una puntata del programma televisivo Mixer nel 1990

Genero dell'allora direttore generale Ettore Bernabei essendo sposato con la figlia Matilde, nel 1972 entra in Rai, della quale diventerà dirigente nonché autore e produttore di programmi tra i più popolari. Nel 1977 conduce la rubrica Agricoltura domani, in onda la domenica sulla Rete 1. Raggiunge il vasto pubblico con la conduzione di Mixer, programma di informazione giornalistica di Rai 2, in onda dal 1980. Politicamente vicino alle posizioni del Partito Socialista Italiano, è spesso criticato per l'impegno a favore del PSI, reso evidente anche nel 1987, quando Minoli, dipendente del servizio pubblico, appare comprimario di Bettino Craxi in un'intervista-spot: seduti alla cassa di un supermercato, i due promuovono un messaggio per la campagna elettorale del Partito Socialista Italiano.
Dopo essere stato per dieci anni capostruttura di Rai 2, è direttore della stessa rete tra il 1993 e il 1994 e direttore della struttura Format, unitamente a Rai 3, da aprile 1996 a gennaio 1998. Come autore di programmi, oltre a Mixer, del quale è anche conduttore, produce decine di programmi, molti dei quali appartengono alla storia della televisione italiana come Quelli della notte con Renzo Arbore, Blitz con Gianni Minà e Aboccaperta di Gianfranco Funari. Sempre attraverso Format cura nel 1995 il progetto Davvero, considerato il primo reality show italiano.
Successivamente, da direttore di Rai 3, porta in prima serata la medicina con Elisir, la storia con La grande storia, l'economia con Maastricht Italia e vari documentari. Realizza anche il primo progetto di fiction Un posto al sole. Dal gennaio 2000 ricopre la carica di direttore generale prodotto di Stream.
Nel giugno 2002 viene nominato direttore di Rai Educational; alla sua direzione si deve, tra l'altro, il successo di La Storia siamo noi (Premio Ilaria Alpi 2003, Premio regia televisiva 2005, Premio Ischia internazionale di giornalismo al miglior giornalista), di cui è pure autore.
Nel 2008 lancia una nuova soap-opera su Rai 3, Agrodolce, ambientata in Sicilia, in onda dal lunedì al venerdì con un ascolto medio del 5-6% nei primi mesi di trasmissione. Dal 2009 è direttore di Rai Storia e Rai Scuola. Mantiene comunque la direzione di Rai Educational.
Lascia gli incarichi in Rai il 27 maggio 2010 a causa del pensionamento. Nonostante ciò, il 27 aprile 2010 il consiglio di amministrazione della Rai lo nomina coordinatore della struttura che si occupa della programmazione in occasione dei 150 anni dell'unità d'Italia.
Nel gennaio 2009 vince il Premio Buone Notizie a Caserta. Da settembre 2009 al 2015 è presidente del Museo d'arte contemporanea del castello di Rivoli.
Nel 2010 lancia Citizen Report, trasmissione di giornalismo partecipativo realizzata dalla Rai, condotta da Federica Cellini.
Nel luglio 2013 lascia la Rai per collaborare con Radio 24, dove conduce Mix 24, in onda tra le 9 e le 11, riprendendo il format di Mixer. La conduzione del programma e la sua collaborazione con Radio 24 termina il 16 giugno 2017 per decisione dell'emittente. Da novembre 2016 approda a LA7 per condurre il talk Faccia a faccia.
Nell'ottobre 2019 diventa editorialista del quotidiano Il Riformista. Il 20 settembre 2020 riceve a Santena il premio Camillo Cavour per iniziativa della Fondazione Cavour.
Dalla stagione 2019/2020 Minoli conduce su Rai Radio 1 Il mix delle cinque, programma di approfondimento ispirato a Mixer (cui si rifanno la sigla e parte del titolo della trasmissione) in onda il lunedì e il venerdì dalle 17 (da cui il titolo) alle 18; dalla stagione 2020/2021 il Mix diventa una striscia quotidiana dal lunedì al venerdì dalle 17 alle 17:30.
Da luglio 2020 ai primi mesi del 2022 è commissario straordinario della Calabria film commission, su designazione della Presidente della regione Calabria Jole Santelli.
Nel 2024 dopo undici anni torna a condurre su Rai 3 La storia siamo noi.

## Vita privata
È marito della produttrice Matilde Bernabei, sposata nel 1974 e con il quale ha una figlia, Giulia.

## Curiosità
- Considerato appartenente, nella cosiddetta Prima Repubblica, alla «covata» dei giornalisti e dirigenti RAI di fedelissima osservanza socialista, la sera del 29 aprile 1993 era di turno alla redazione del telegiornale e consentì la messa in onda senza censure della contestazione in largo Febo a Bettino Craxi[17].

## Nella cultura di massa
- All'inizio degli anni Novanta venne imitato da Corrado Guzzanti durante la trasmissione Avanzi[18]: il Minoli interpretato dal comico era un sanguinario, appassionato di omicidi e stragi di cui raccontava i retroscena, i protagonisti e soprattutto i dettagli più macabri, nel descrivere i quali si esaltava e provava un perverso piacere. Dal punto di vista politico, l'attore romano lo rappresentò come un protetto di Bettino Craxi, pronto a servire fedelmente il "padrone" nei suoi servizi. Minoli non si arrabbiò per la caricatura in sé per sé, ma considerò eccessivi i riferimenti al segretario socialista.

## Opere
- Italiani così. Makno-mixer in 114 sondaggi le opinioni, i valori, il cambiamento degli italiani negli anni Ottanta, a cura di e con Mario Abis, Roma, Ediesse, 1986.
- I re di denari. Faccia a faccia con gli acchiappamiliardi. Agnelli, Benetton, De Benedetti, Gardini, Lucchini, Romiti, Schimberni, Milano, A. Mondadori, 1987. ISBN 88-04-30207-0.
- Eroi come noi, con Piero A. Corsini, Roma-Milano, Rai-ERI-Rizzoli, 2006. ISBN 88-17-01355-2.
- Quella maledetta estate, con Piero A. Corsini, Roma-Milano, Rai-ERI-Rizzoli, 2007. ISBN 978-88-17-01709-1.
- Opus dei, con Stefano Rizzelli, Roma-Milano, Rai-ERI-Rizzoli, 2008. ISBN 978-88-17-01896-8.
- La storia sono loro. Faccia a faccia con trent'anni d'attualità, con Piero A. Corsini, Milano, Rizzoli, 2010. ISBN 978-88-17-04534-6.